# Агаренский
Агаренский — посёлок в Сальском районе Ростовской области России.
Входит в состав Гигантовского сельского поселения.

## История и география
На месте существующего посёлка Агаренский в конце XIX века на левом берегу реки Средний Егорлык был основан хутор Кузнецов коннозаводчиками Области войска Донского, о чём свидетельствует военно-топографическая пятивёрстная карта Кавказского края, составленная в 1877 году. 
После гражданской войны, в период организации первого в СССР зернового совхоза №1, в 1928 году на территории хутора разместилось одно из отделений будущего совхоза «Гигант». Позже, хутор утратил своё прежнее наименование и был преобразован в посёлок отделения №12 зерносовхоза «Гигант». 
В марте 1975 года посёлку было присвоено наименование Агаренский.
В 2 км к северо-западу от посёлка расположен Курган «Ленинский» — памятник археологии Сальского района, состоящий на государственной охране.

### Улицы
- ул. Береговая,
- ул. Заречная,
- ул. Ленина,
- ул. Советская,
- ул. Спортивная,
- пер. Школьный.

## Население
| 2010 |
| ---- |
| 388  |

## Инфраструктура
Фельдшерский здравпункт МБУЗ ЦРБ Сальского района, располагающийся по адресу: п. Агаренский, ул. Советская, 17-а.
Посёлок полностью газифицирован, имеется магазин промышленных и продовольственных товаров. 
Через посёлок проходит асфальтированная автодорога местного значения, соединяющая посёлки Приречный и Агаренский с городом Сальск и посёлком Гигант. Имеется автобусный павильон "Агаренский", где осуществляется регулярное автобусное сообщение с городом Сальском (автобусный маршрут №101).